# John B. Williams (Jazzmusiker)
John B. Williams  (* 27. Februar 1941 in der Bronx, New York City) ist ein US-amerikanischer Jazz-Bassist.

## Leben und Wirken
Williams wuchs im Harlemer Viertel Sugar Hill  auf; als Kind spielte er Schlagzeug und Piano. Als Jugendlicher war er Schlagzeuger in einer Band namens The Jazz Disciples, mit der er einen Amateurwettbewerb im Apollo Theater gewann; außerdem lernte er Ballett und wechselte schließlich zum Kontrabass. Ab 1960 leistete er den Militärdienst beim Marine Corps ab; während seiner Stationierung in der Marinebasis Camp LeJeunne in North Carolina hatte er ersten Unterricht. Nach seiner Entlassung 1964 studierte er Bass bei Ron Carter und spielte bei Horace Silver, danach mit Hugh Masekela, Dizzy Gillespie, Leon Thomas, Kenny Burrell, Jon Hendricks, Horace Parlan, Jimmy Smith, Grady Tate, Roland Hanna. Aufnahmen entstanden mit Roy Ayers, Bobby Hutcherson/Harold Land, Johnny Hammond Smith, Count Basie, Louis Armstrong und Benny Carter. Ab 1969 arbeitete er sieben Jahre in der Studioband der Tonight Show von Johnny Carson.
In den 1970er-Jahren spielte Williams bei Billy Cobham (Crosswinds), George Duke und Garnett Brown; daneben studierte er am International College Musikgeschichte. 1975 gründete er seine Band Expectations, der im Laufe ihres Bestehens u. a. Ernie Watts, Bill Mays und Milcho Leviev angehörten. In den folgenden Jahren betätigte er sich als freischaffender Musiker und arbeitete u. a. mit Louie Bellson, Pearl Bailey und Freddie Hubbard; ab 1976 als Begleitmusiker von Nancy Wilson. Ab 1989 gehörte er der Studioband der Fernsehshows The Posse und The Arsenio Hall Show an; daneben beschäftigte er sich mit Poesie, die er in seine Musik integrierte (John B. Williams Poetry Moment) und kooperierte mit dem Dramatiker Bradley Rand Smith und mit der Lyrikerin Wanda Coleman.
Ab den 1980er-Jahren wirkte Williams als Musiker bzw. als Schauspieler auch in mehreren Filmen und TV-Serien mit, in The Days and Nights of Molly Dodd (mit Blair Brown), in The Tic Code (1999) und The Naked Brothers Band. In den 2000er-Jahren arbeitete er u. a. in Michael Wolffs Impure Thoughts Band, Manhattan Transfer, Bobby Matos Afro–Latin All Stars und erneut mit Billy Cobham, Randy Brecker und Kenny Barron. Mit Bennie Maupin bildete er das Maupin/Williams Project (Live at Club Rhapsody). Mit Mitgliedern der Begleitband von Nancy Wilson (u. a. mit Roy McCurdy) nahm er sein Debütalbum Gratitude auf; ferner arbeitete er mit Jessica Williams, die an seinem zweiten Album Arabesque (2011) mitwirkte. Im Bereich des Jazz war er zwischen 1960 und 2014 an 27 Aufnahmesessions beteiligt.

## Lexigraphischer Eintrag
- Leonard Feather, Ira Gitler: The Biographical Encyclopedia of Jazz. Oxford University Press, New York 1999, ISBN 0-19-532000-X.